# Dvojník

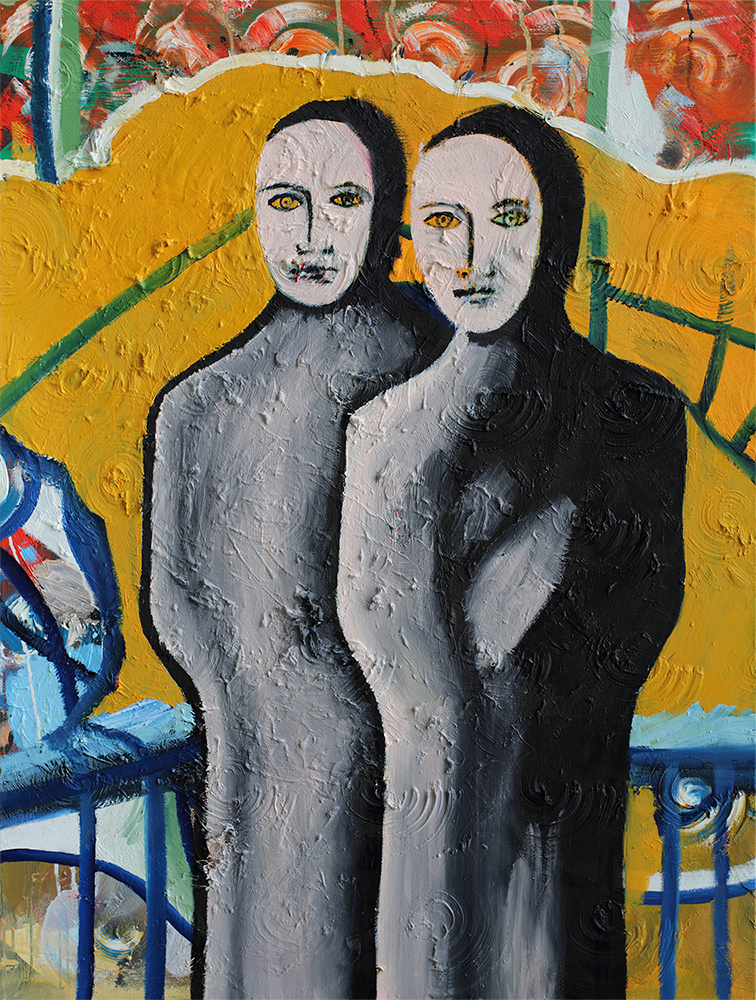
„Dvojník #1", malba Sebastiana Bienieka, 2018.

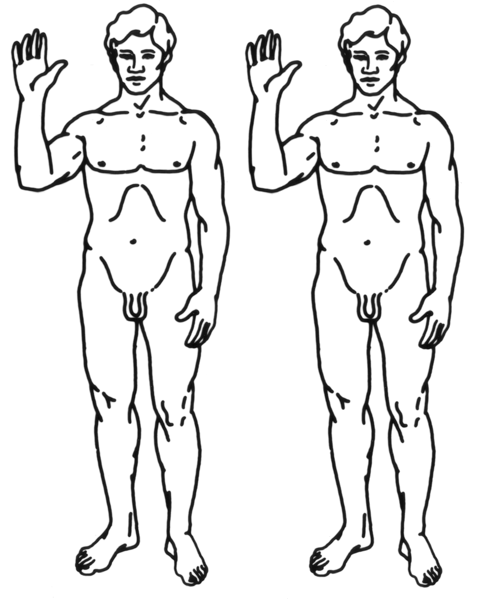
Kresba dvojčat

Jako dvojník se označuje člověk, který vypadá velmi podobně nebo naprosto stejně jako někdo jiný. Vidění sebe samého je poměrně častým motivem pověstí a strašidelných historek, zpravidla je to považováno za zlé znamení. Psychologicky byl tento jev několikrát popsán, halucinace sebe samého se objevuje po intoxikaci alkoholem, u epileptiků a jiných duševně nemocných. Označuje se jako heautoskopie.

## Typy dvojníků

### Podobní lidé
Pokud jsou si dva lidé podobní, mluvíme o nich jako o dvojnících. Velmi podobná si bývají jednovaječná dvojčata, u ostatních lidí, byť i blízkých příbuzných, bývá vysoká podobnost poměrně málo častá, většinou jsou mezi lidmi patrné rozdíly. Často se ovšem stává, že nějaký člověk typově připomíná někoho jiného.
Při malých zkušenostech s lidmi jiných národností a ras se nám mohou cizinci jevit velmi podobní – například mnohým lidem v Česku všichni Vietnamci připadají stejní.
Čas od času[kdy?] se objevují (zpravidla zcela nepodložené) zprávy o dvojnících významných osobností:
- buď se tvrdí, že nějaká významná osobnost zemřela a místo ní vystupuje její dvojník – například zpěvák Paul McCartney prý zemřel v r. 1966 při autonehodě a byl nahrazen svým dvojníkem Williamem Campbellem.
- nebo se naopak po úmrtí významné osobnosti tvrdí, že ve skutečnosti nezemřela, ale žije v ústraní, přičemž zemřelý byl jen nastrčený dvojník – to se tvrdilo např. o zpěváku Elvisovi Presleym nebo komiku Andy Kaufmanovi.

### Vidění sebe samého
Jev, kdy člověk vidí své druhé já, se objevuje v pověstech, ale popsali jej i někteří známí spisovatelé[kdo?], ať už se jednalo o jejich vlastní zážitek nebo příhodu, která se jim donesla. Často se vyskytuje u lidí trpících epilepsií. Z psychologického hlediska se tento jev označuje jako heautoskopie (halucinace vlastní osoby) a jde vlastně o jeden z typů autoskopie (iluzivní pocit, že člověk vidí sám sebe zvenku). Vyskytuje se také negativní heautoskopie, kdy člověk naopak nevidí ani sám sebe, například v zrcadle. Tato vlastnost byla v pověstech přisuzována upírům. S heautoskopií souvisí také bilokace, pocit, že človek byl na dvou (nebo více) místech současně. Dalším podobným jevem je Capgrasův syndrom. Postižený, který jím trpí, má utkvělou představu, že někteří lidé v jeho okolí jsou ve skutečnosti pouhými dvojníky, kteří nahradili původní osoby.
Vidění vlastního dvojníka ve snu je poměrně vzácné.
V pověstech a literatuře je vidění dvojníka považováno za velmi zlé znamení. Pokud člověk uvidí své vlastní já, zpravidla krátce na to zemře, nebo jej stihne nějaká pohroma. Méně častý je případ, kdy se dvojník za člověka obětuje, takže o život přijde dvojník. Dvojník někdy nemusí být zcela identickou kopií, může být starší nebo mladší. Často bývá dvojník jakýmsi negativem své předlohy (člověk je dobrák, jeho dvojník je zlý, člověk je ostýchavý a zamlklý, jeho dvojník suverénní a mnohomluvný apod.).

### Lidská duše
V minulosti se jako dvojník označovala také duše člověka, vlastně jakési éterické já. Když člověk zemřel, duše jej opustila, dvojník tedy odešel na onen svět.

### Klon
Klonování člověka zatím není proveditelné a staví se proti němu i etické zábrany, nicméně je poměrně oblíbeným tématem sci-fi a fantasy literatury a filmu.

## Dvojník v kultuře

### Dvojník – podobný jedinec

#### Film
- Martin Frič: Císařův pekař – Pekařův císař – pekař Matěj (Jan Werich) vypadá jako mladší dvojče císaře Rudolfa II., za nějž se díky tomu může vydávat.
- Jean Girault: Četník a mimozemšťané (Le gendarme et les extraterrestres) – mimozemšťané, kteří přistáli na Zemi mohou na sebe brát podobu lidí včetně četníků.
- Enzo Barboni: Dvojníci (Non c'è due senza quattro) – dva brazilští milionáři (Terence Hill a Bud Spencer) si na svoji ochranu najmou dvojníky, kteří se následně vypořádají s vyděrači.
- Miloš Forman: Muž na Měsíci (Man on the Moon) – za komika Andyho Kaufmanna (Jim Carrey) se někdy vydává jeho přítel Bob Zmuda, což umožňuje provádět nečekané žerty.
- Claude Zidi: Zvíře (L'Animal) – komedie, v níž zženštilého rozmazleného herce Bruna Ferrariho (Jean-Paul Belmondo) zastupuje kaskadér, který je mu k nerozeznání podobný
- Futurama: To menší zlo (The Lesser of Two Evils) – Flexo, dvojník robota Bendera; je zajímavé, že je považován za Benderovo zlé dvojče, což je typická vlastnost dvojníka jako iluze.
- James Cameron: Terminátor 2 – robot – terminátor je vyroben z tekutého kovu, který mu umožňuje na sebe brát podobu jakéhokoliv předmětu či člověka.
- Jára Cimrman ležící, spící – bývalí zločinci Nývlt a Macháně v roli profesionálních dvojníků

### Dvojník – druhé já

#### Film
- Philippe de Broca: Muž z Acapulca (Le Magnifique) – komedie, v níž se spisovatel (Jean-Paul Belmondo) ztotožňuje s hlavním superhrdinou svých knih.
- Chuck Russel:Maska (The Mask) – Stanley Ipkiss (Jim Carrey) se po nasazení kouzelné masky mění ve své alter ego, z plachého a bojácného muže se tak stává extravagantní a bláznivý vtipálek.
- David Fincher: Klub rváčů (Fight Club) – vypravěč (Edward Norton) trpí duševní poruchou, při níž se setkává se svým druhým já (Brad Pitt), opět příklad dvojníka, který je tím, čím by jeho předloha chtěla být.
- Peter Farrelly, Bobby Farrelly: Já, mé druhé já a Irena (Me, Myself & Irene) – komedie o muži, který trpí rozdvojenou osobností.
- Joel Schumacher: Číslo 23 (The Number 23) – Walter Sparrow (Jim Carrey) si zakoupí knihu, v jejímž hlavním hrdinovi se stále více poznává.

### Dvojník – klon, kopie
Dvojník jako klon se objevuje především ve sci-fi a fantasy, může tak vzniknout celou řadou způsobů, např. genetickým klonováním, kouzlem, jako důsledek cestování časem (časový klon).

#### Film
- Václav Vorlíček: Pane, vy jste vdova – chirurg vyrobí kopii slavné herečky, jíž je omylem implantován mozek geniálního astrologa.
- Peter Howitt: Srdcová sedma (Sliding doors) – film vypráví dvě alternativní příběhové linie, které se odvíjejí od drobné příhody stihnutí/nestihnutí metra.
- Christopher Nolan: Dokonalý trik (The Prestige) – ve filmu se objevuje přístroj, který umožňuje vyrábět kopie předmětů a dokonce i lidí.

### Genetické klony
- Franklin J. Schaffner: Hoši z Brazílie (The Boys from Brazil) – ukrytí nacisté se v Jižní Americe pokoušejí naklonovat Adolfa Hitlera.
- Harold Ramis: Jako vejce vejci (Multiplicity) – komedie o muži, který má tak nabitý program, že si nechá vytvořit několik svých klonů, aby všechno stíhal.
- Futurama:  (A Clone of my own) – profesor Hubert Farnsworth si vypěstuje klon jménem Cubert, který se má stát jeho univerzálním dědicem.
- George Lucas: Hvězdné války (Star Wars) – klony jediného člověka vytvářejí obrovskou armádu.
- Michael Bay: Ostrov (The Island) – bohatí lidé si nechávají vypěstovat své klony, jejichž orgány pak mohou posloužit při operacích apod. Klonoví dvojníci žijí v podzemí a jsou udržováni v představě, že život na povrchu není možný.
- Jean-Pierre Jeunet: Vetřelec: Vzkříšení (Alien: Resurrection) – při pokusech o naklonování Ellen Ripleyové vzniklo několik jejích klonů.

### Kouzlem vzniklé klony
- Claude Zidi: Asterix a Obelix (Astérix et Obélix contre César) – kouzelný posilující nápoj po přidání mléka dvouhlavého jednorožce vytvoří armádu klonů Asterixe s Obelixem.
- John McTiernan: Poslední akční hrdina (Last Action Hero) – filmová postava se kouzelnou vstupenkou dostává do našeho světa, v němž se mimo jiné setká i s hercem, který ji představuje.
- Simpsonovi: Speciální čarodějnický díl XIII, epizoda Pošlete klony: Homer si koupil kouzelnou houpací síť, vyrábějící jeho klony, aby sám nemusel pracovat. Jenže i klony si začnou tvořit své další klony, v souladu s naukou o genetice jsou navíc občas zmutované...

### Časové klony
- Jindřich Polák: Zítra vstanu a opařím se čajem – v důsledku cestování časem v příběhu vzniká několik různých časových klonů
- Robert Zemeckis: Návrat do budoucnosti II (Back to the Future II) – ve druhém díle sci-fi komedie se hrdinové musejí několikrát ukrývat před svým časovým klonem, aby nenarušili časovou kontinuitu.
- Terry Gilliam: Dvanáct opic (Twelve Monkeys) – sci-fi thriller, v němž hlavní hrdina v důsledku cestování časem potkává své mladší druhé já.
- Červený trpaslík – v několika epizodách se hrdinové setkávají s různými podobami svých klonů; například Dave Lister je v důsledku cestování časem svým vlastním otcem.